# Schloss Laumersheim

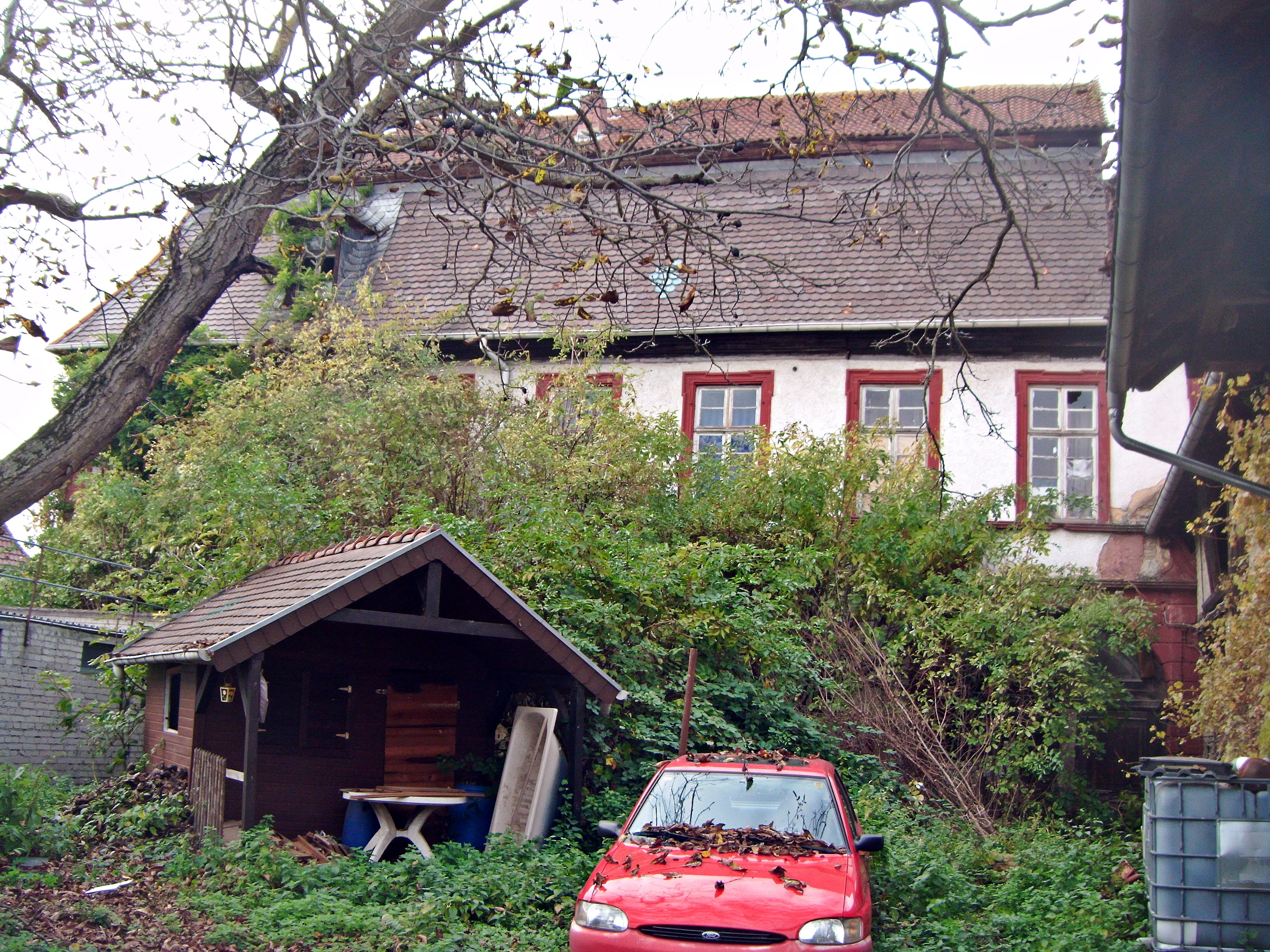
Schloss Laumersheim von Osten (Schlossstraße; rechts unten die Toreinfahrt)

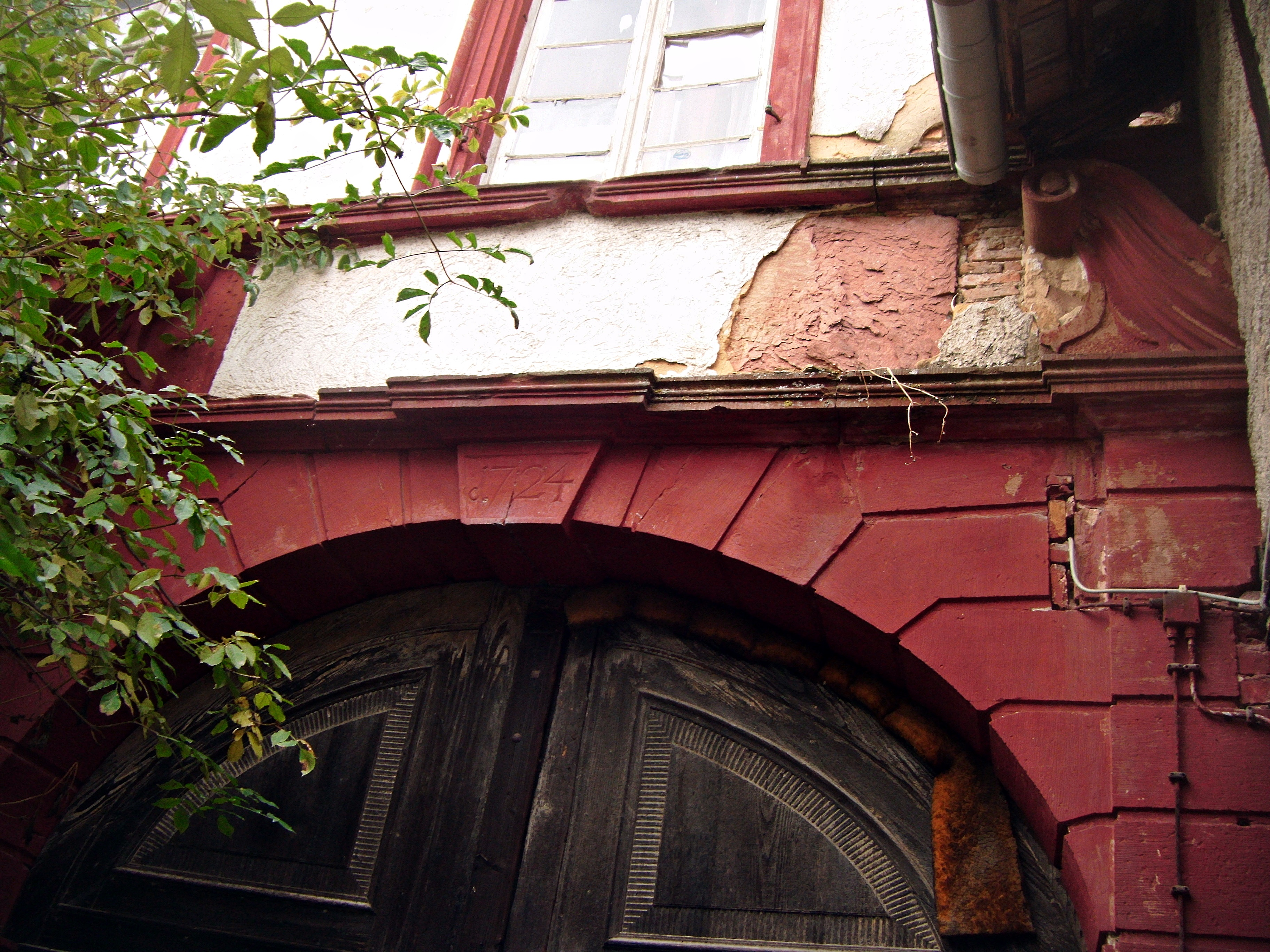
Detail vom Tor, mit Scheitelstein 1724

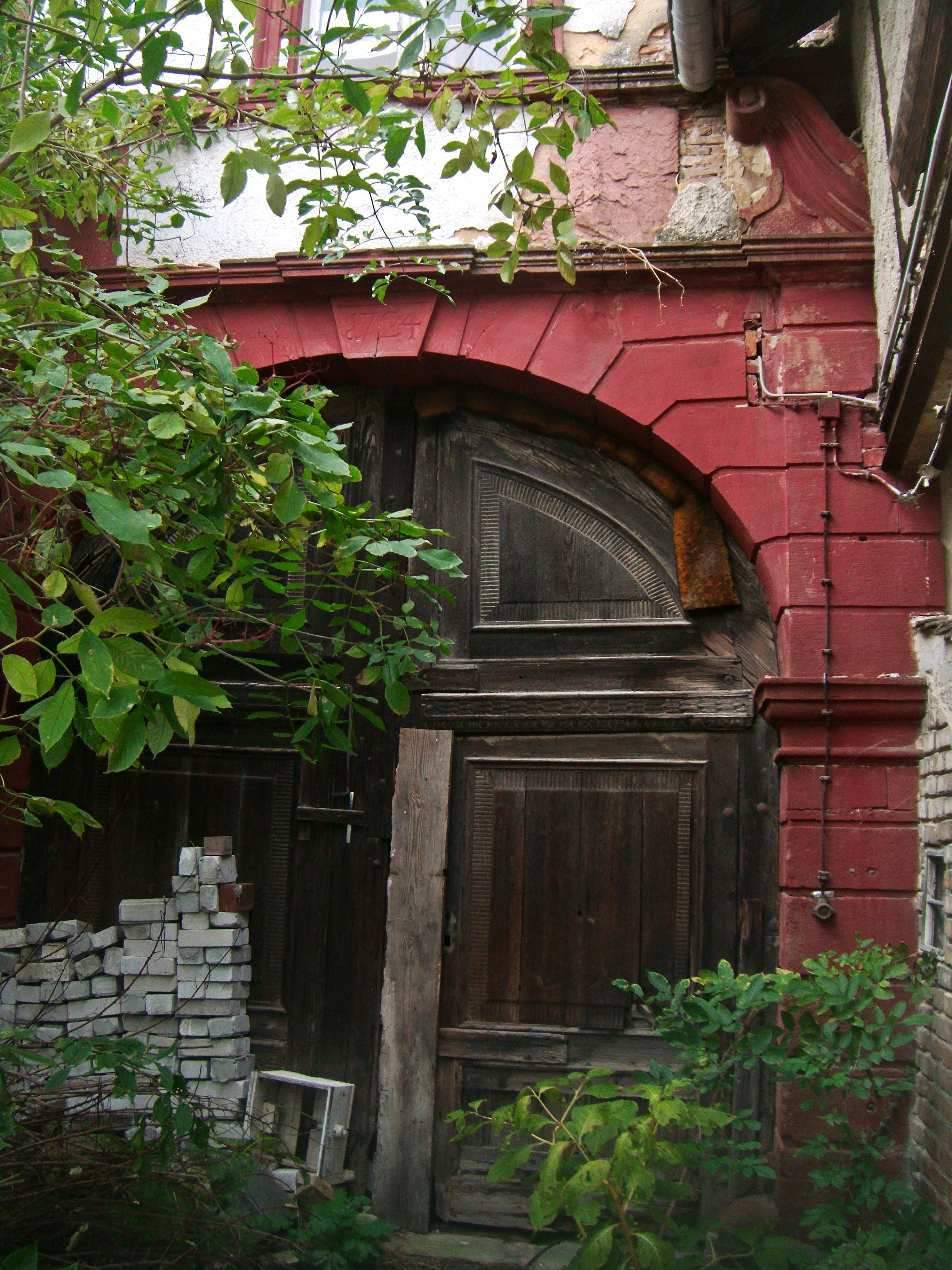
Toreinfahrt zur Schlossstraße

Das Laumersheimer Schloss ist ein barockes Schlossgebäude in der Ortsgemeinde Laumersheim im rheinland-pfälzischen Landkreis Bad Dürkheim.

## Geschichte des Schlosses
Bereits im 14. Jahrhundert trugen die Ritter von Flersheim in Laumersheim einen Adelssitz des Bistums Worms zu Lehen. An der Stelle des heutigen Schlosses errichtete 1492 das Ehepaar Hans von Flersheim (kurpfälzischer Amtmann zu Kaiserslautern) und Ottilie geb. Kranich von Kirchheim eine Wasserburg. Ihre teilweise dort aufgewachsenen Kinder waren der Speyerer Fürstbischof Philipp von Flersheim (1481–1552) und seine Schwester Hedwig von Flersheim († 1516), Gattin des berühmten Ritters Franz von Sickingen. In einer Fehde mit der Kurpfalz kam deren Dirmsteiner Amtmann Conrad Kolb von Wartenberg 1522 nach Laumersheim und plünderte den Flersheimer Adelssitz aus. 1550 baute Friedrich von Flersheim die Burg neu. Ab 1651 fiel sie an das Adelsgeschlecht von der Leyen, später an die von Hartenfeld. Im Pfälzischen Erbfolgekrieg erfolgte 1689 die Zerstörung durch die Franzosen.
Auf den Ruinen erbaute Freiherr Franz Caspar von Langen († 1737) ab 1710 das heutige Barockschloss, das auch ein Theater enthielt. 1783 nahm man einen größeren Umbau vor, nachdem die Liegenschaft an den kurpfälzischen Minister Franz Albert Leopold von Oberndorff gelangt war. Seiner Familie gehörte das Bauwerk bis 1841, wonach es in bürgerliche Hände kam und bis heute Privatbesitz blieb. 1893 erfolgte ein Teilabriss, dem auch ein sechsstöckiger Turm zum Opfer fiel. Zur Zeit der Grafen von Oberndorff besaß das Schloss einen geometrisch angelegten Garten, dessen Plan noch existiert. Überdies war eine Kapelle im Gebäude vorhanden, denn Graf von Oberndorff holte 1806 bei Bischof Joseph Ludwig Colmar, in Mainz, die Genehmigung ein, dass der bei ihm wohnende Geistliche „wie vormals“ in seiner Laumersheimer Schlosskapelle die Hl. Messe zelebrieren dürfe.

## Baubestand
Das heutige Schlossgebäude (Hauptstraße 35) ist nur noch der südliche Teil der ursprünglichen Anlage, dient mit seinen Nebengebäuden als Wohnhaus und befindet sich derzeit in einem schlechten, teilweise verwahrlosten Zustand.
Es handelt sich um ein zweistöckiges, rechteckiges Barockhaus mit Mansarddach, sowie 5 Fensterachsen zur Hauptstraße und 9 Fensterachsen zur Schlossstraße hin. Fenster und Eingangsportal zur Hauptstraße sind gebrochen gerahmt, an der Schlossstraße befindet sich eine korbbogige Toreinfahrt, mit Kämpfern und rustizierter Rahmung, darüber geschweifte Giebelstücke mit Voluten. Der Scheitelstein trägt die Jahreszahl 1724. Die Hausecken zur Südseite sind mit rustizierten Ecklisenen gestaltet. Vom abgetragenen Nordbau stehen noch Mauerreste und die Kellergewölbe.
Für die Öffentlichkeit unzugänglich, befindet sich auf der Westseite eine Erbauungsinschrift des Hans und der Ottilie von Flersheim, mit Allianzwappen und der Jahreszahl 1492; außerdem eine weitere, 1550 datierte Wappeninschrift des Friedrich von Flersheim und seiner Gattin Magdalena von Obrigheim.